# 瘋眼穆敵
阿拉特·穆敵（英語： Alastor Moody，1925年－1997年7月27日）是英國作家J·K·羅琳的奇幻小說 《哈利波特》系列中的虛構人物，是鳳凰會的重要成員。
穆敵也許是現代魔法世界裡最著名的正氣師，其魔法力量也非常強大，並擁有豐富的實戰經驗，據說他曾單槍匹馬地逮捕大部分阿茲卡班的巫師罪犯，然而即使他獲允許殺死他追捕的獵物，但他從未這樣做，除非他別無選擇。穆敵的臉上滿佈傷疤，有指他跟黑巫師於戰鬥中失去了幾個身體部位，包括其左眼、鼻子和左下腿的一部分；而且他為人也很謹慎——有些角色可能會說他個性偏執——因為他會拒絕吃或喝任何並非由他自己準備的東西。後來他安裝了一枚擁有極強透視能力並能夠360°轉動的魔法義眼來替代其缺失了的眼睛，因此被稱為「瘋眼穆敵（Mad-Eye Moody）」。

## 人物概述
穆敵也許是魔法世界中現代最著名的正氣師，他於擔任此職的多年來，曾單槍匹馬地捕獲了眾多巫師罪犯，他於其職業生涯裡跟黑巫師與食死人的多次戰鬥中失去了左眼與左腿，鼻子上的一塊肉也遭貝拉·雷斯壯削去，使他的臉部傷痕累累，他也因此而需要裝上魔法義眼和義肢，並需要以步行杖助行，使他走路時看起來明顯跛行。據說其魔法義眼的透視能力極強，並能夠360°轉動，它能夠看穿幾乎所有東西（包括牆壁、門、隱形斗篷以及其後腦勺的景象）。
根據許多人的回憶，雖然穆敵身經百戰，據說他獲允許殺死被他追捕的巫師或食死人，但他絕不肯輕易這樣做，除非他別無選擇（但相反，當時的魔法執行部門主管巴堤·柯羅奇則批准正氣師可對食死人施展不赦咒，並可在交戰中對嫌疑犯直接格殺勿論，不必逮捕）。其個人也相當謹慎—有些角色可能會說他偏執—踏入老年期的穆敵有著深刻和過度的被害妄想反應，使他隨時可能會出手攻擊接近他的人，因此他不得不從魔法部的工作崗位退休。就在他從正氣師辦公室退休之前，他是小仙女·東施的導師，直至他去世時仍把她視為自己的學徒。
穆敵於中首度登場，他跟鄧不利多份屬好友，更是鳳凰會的初創成員之一。為人正氣凜然，深受眾人信任。作為曾經是魔法部裡十分著名和優秀正氣師的穆敵，他於退休後接受鄧不利多的特別邀請，為了進行黑魔法防禦術的實際演練以及保護學生安全而擔任霍格華茲的新任黑魔法防禦術教授。然而退休後的穆敵仍然不斷過度地施行防衛措施，因此在魔法部的魔法不當使用局留有極多的前科。

### 霍格華茲的教學
在霍格華茲的課堂上，穆敵經常在課堂上驚呼「時刻保持警惕！」以鼓勵年輕巫師要對黑魔法保持警惕，其辦公室裡也設置了一些裝置以提醒他需要注意潛在敵人的存在。就在穆敵到霍格華茲任教的學年開始前不久，他遭到小巴堤·柯羅奇的襲擊，後者以蠻橫咒把他制伏，並服用變身水以冒充他混入霍格華茲。真正的穆敵遭到小巴提·柯羅奇及蟲尾聯手制服後，兩人讓他活著並囚禁於魔法行李箱之中。好讓他作為變身水成分和個人資訊的來源，這有助於冒充並取代穆敵在霍格華茲的位置。眾所周知，穆迪習慣把自己的飲料放於其私人酒壺中，此讓小巴堤·柯羅奇在不引起懷疑的情況下根據需要服用變身水以維持其偽裝。
冒充的穆迪（小柯羅奇）在哈利四年級的課堂上因教學和展示比一般更高級別的主題而聞名（例如不赦咒）。他是一個要求很高的教授，他期望學生們能夠於畢業時隨即具備工作的能力。他對學生缺乏容忍，例如為哈利挺身而出地把跩哥·馬份變成一隻雪貂以作懲罰。那年的學期開始後，三巫鬥法大賽決定於霍格華茲舉行，偽裝的穆迪不動聲色地讓哈利參賽，並暗地裡協助哈利通過考驗，以希望最終完成佛地魔的復活計劃。在哈利意外地從佛地魔的墓地之戰中活著回來後，冒充的穆迪把哈利帶到其辦公室，向他查問有關佛地魔與墓地裡發生的事情，並透露自己正在替佛地魔工作。正當他準備殺害哈利之時，鄧不利多、麥教授和石內卜來到並阻止了他。由於小柯羅奇忽略了自己需要每小時服用變身水，以致他變回了自己的樣子，並在吐真劑（Veritaserum）的影響下坦白了一切。最後鄧不利多從小柯羅奇的魔法行李箱中把真正的穆敵營救出來。
在《鳳凰會的密令》中，真正的穆敵加入了復興後的鳳凰會。縱使他並非主要角色，但仍持續為鳳凰會作出貢獻，包括數次跟食死人正面戰鬥，以及帶領先遣隊伍把哈利·波特從水蠟樹街4號護送至古里某街12號。穆敵亦於小說的高潮裡出現，他在得到石內卜的告密後到達神秘事務司的戰鬥，他還跟路平和東施一起於該小說的最後出現，他們向德思禮一家對待哈利的方式作出警告。穆敵在《混血王子的背叛》中只是短暫出現。
《死神的聖物》中，穆敵在鄧不利多去世後繼任成為了鳳凰會的領袖，然而在任歷時不長。在執行護送哈利離開德思禮家的「七個波特」行動中，他跟打扮成波特誘餌的蒙當葛·弗列契搭檔，穆敵為轉移佛地魔的注意力，讓佛地魔認為他護送的是真正的哈利，然而穆敵在途中遭弗列契遺下，讓他遭到佛地魔的殺害而壯烈犧牲。事後，鳳凰會無法恢復其身體，但哈利發現其魔法義眼被安裝於桃樂絲·恩不里居的辦公室門上以監視魔法部的員工。哈利厭惡以這種方式使用該魔法義眼，後來把它奪回來並把它埋於一棵老樹的底部以紀念瘋眼穆敵。

## 電影
在《哈利波特電影系列》中，阿拉特·穆敵的角色由布蘭頓·葛利森飾演。

## 外部連結
- 阿拉特·穆敵 - 哈利波特辭典 （页面存档备份，存于）（英文）

| 前任者： 雷木思·路平 | 霍格華茲黑魔法防禦術教授 1994年－1995年 | 繼任者： 桃樂絲·恩不里居 |